# Bébé et la Lettre anonyme
Pour plus de détails, voir Fiche technique et Distribution.
Bébé et la Lettre anonyme est un film muet français réalisé par Louis Feuillade, sorti en 1912.

## Fiche technique
- Titre : Bébé et la Lettre anonyme
- Réalisation : Louis Feuillade
- Scénario : Louis Feuillade
- Société de production : Société des Établissements L. Gaumont
- Pays de production :  France
- Langue : film muet avec les intertitres en français
- Format : Noir et blanc — 35 mm — 1,33:1 — Muet
- Métrage : 240 m
- Genre : Comédie
- Durée : 8 minutes
- Date de sortie : 
  - France : mai 1912

## Distribution
- René Dary : Bébé (comme Clément Mary)
- Renée Carl